# مقاطعة شينواري
مقاطعة شينواري ((بالفارسية: ولسوالی شینواری)، (بالبشتوية: شينواري ولسوالۍ)‏) هي إحدى مقاطعات ولاية بروان بأفغانستان. تقع المقاطعة داخل قلب قبيلة شينواري من البشتون. يقدر عدد السكان في عام 2019 بـ 45699 نسمة.